# 1647 Menelaus
1647 Menelaus é um asteroide troiano de Júpiter. Foi descoberto em 23 de junho de 1957 por Seth Barnes Nicholson e recebeu o nome do herói grego Menelau.